# فيجويرا تشامبيونز كلاسيك 2025
فيجويرا تشامبيونز كلاسيك 2025 هو سباق دراجات هوائية من فئة  1.1، وهو الموسم الثالث من فيجويرا تشامبيونز كلاسيك ‏، وأقيم في 16 فبراير 2025 ضمن سباقات سلسلة سباقات الاتحاد الدولي للدراجات للمحترفين 2025.
فاز بالمركز الأول António Morgado ‏، وحلَّ في المركز الثاني Paul Magnier ‏، بينما جاء Mathias Vacek ‏ في المركز الثالث.

## الفرق
| فرق عالمية (10)- Soudal Quick-Step - UAE Team Emirates XRG - Lidl-Trek - Alpecin-Deceuninck - Ineos Grenadiers - EF Education-EasyPost - Team Picnic-PostNL - Movistar Team - Intermarché-Wanty - Cofidis فرق برو (4)- سويس ريسينغ أكادمي ‏ - كاجا رورال-سيغوروس 2025 ‏ - Equipo Kern Pharma ‏ - أوسكالتيل أوسكادي 2025 ‏ فرق قارية (9)- Sabgal–Anicolor ‏ - أنترت فيرينسي ‏ - إيفابيل سيلينج 2025 ‏ - Louletano Desportos Clube (cycling) ‏ - Credibom–LA Alumínios–Marcos Car ‏ - Rádio Popular–Paredes–Boavista ‏ - AP Hotels & Resorts–Tavira–SC Farense ‏ - GI Group Holding - Simoldes - UDO‏ - Tavfer–Ovos Matinados–Mortágua ‏ |  |
| |  |

## التصنيف العام النهائي
| التصنيف العام         | التصنيف العام            | التصنيف العام                 | التصنيف العام | التصنيف العام |
| العداء                | العداء                   | الفريق                        | الوقت         |               |
| --------------------- | ------------------------ | ----------------------------- | ------------- | ------------- |
| 1                     | António Morgado ‏         | فريق الإمارات                 | 4 س 35 د 47 ث |               |
| 2                     | Paul Magnier ‏            | دكونيك كويك ستب               | + 5 ث         |               |
| 3                     | Mathias Vacek ‏           | تريك سيغافريدو                | + 5 ث         |               |
| 4                     | Samuel Watson (cyclist) ‏ | فريق إنيوس                    | + 5 ث         |               |
| 5                     | روي كوستا                | إي أف إديوكيشن نيبو           | + 5 ث         |               |
| 6                     | بينيام جيرماي            | انترمارشي وانتي جوبيرت ماتيرو | + 5 ث         |               |
| 7                     | كوينتن هيرمانز           | البيسين فينيكس                | + 5 ث         |               |
| 8                     | جوليان ألافيليب          | سويس ريسينغ أكادمي ‏           | + 5 ث         |               |
| 9                     | روبن جيريرو              | موفيستار                      | + 5 ث         |               |
| 10                    | لورينزو روتا             | انترمارشي وانتي جوبيرت ماتيرو | + 5 ث         |               |
|                       |                          |                               |               |               |
| مصدر: ProCyclingStats |                          |                               |               |               |

## وصلات خارجية
- لمحة عن سباق فيجويرا تشامبيونز كلاسيك 2025 على موقع  ProCyclingStats   (برو  سايكلنج  ستاتس) - إحصاءات  محترفي  الدراجات.
- فيجويرا تشامبيونز كلاسيك 2025 على موقع إحصائيات الدراجات الإحترافية (الإنجليزية)